# Circus Galop
Circus Galop ist ein etwa viereinhalb Minuten langes Stück für Player Piano, das zwischen 1991 und 1994 von Marc-André Hamelin komponiert wurde.

## Verlauf
Das Stück ist mit Molto vivace (Sehr lebhaft) überschrieben und hält über seinen ganzen Verlauf ein Tempo von 180 bpm durch. Hierbei folgt es einer Rondoform.
Circus Galop beginnt mit einer repetitiven Fanfare auf dem Ton C. Nach der Einleitung folgt das Ritornell in F-Dur mit fröhlichem Charakter. Dieses geht in einen längeren B-Teil über, dessen Melodie vor allem im tieferen Register liegt und der von komplexen Synkopen und Taktwechseln geprägt ist. Nach einer Rückkehr des Ritornells bleibt ein Triller in der tiefen Lage übrig, der zu einem leise gehaltenen, polyphonen Mittelteil in fis-Moll überleitet, der stellenweise zwölf Systeme in der Partitur benötigt. Nach diesem Teil wird die Dynamik wieder hochgeschaltet und das Ritornell erscheint ein drittes Mal, diesmal begleitet von Glissandi über die ganze Klaviatur, und endet mit einer Generalpause. Auf diese folgt eine Coda mit Ostinatobegleitung, die immer lauter wird, bis das Ostinato plötzlich verschwindet und das Stück mit einer auskomponierten Katastrophe endet.

## Verbreitung und Spieltechnisches
Hamelin konzipierte das Stück nicht für Menschen, daher ist es auch nicht mit zwei Händen spielbar. Am populärsten ist auf YouTube eine vom Programm Synthesia gespielte Version geworden. Inzwischen existiert jedoch eine sechshändige Version auf YouTube, wenn auch nicht im Originaltempo. Außerdem wurde das Stück für zwei Klaviere bearbeitet.